# لانس تود
لانس تود (بالإنجليزية: Lance Todd)‏ هو لاعب دوري الرغبي نيوزيلندي، ولد في 20 سبتمبر 1874 في أوكلاند في نيوزيلندا، وتوفي في 7 ديسمبر 1942 في أولدهام في المملكة المتحدة بسبب حادث مرور.